# Шартье, Жан
Жан Шартье (фр. Jean Chartier, 1385 или 1390 — 19 февраля 1464) — французский хронист, монах-бенедиктинец из аббатства Сен-Дени, историограф короля Карла VII, автор «Хроники Сен-Дени», один из летописцев Столетней войны.

## Биография
Выходец из зажиточных горожан Байё (совр. департамент Кальвадос, Нормандия). Распространённое утверждение о том, что он являлся родственником известного поэта Алена Шартье и его старшего брата парижского епископа Гильома Шартье, родившихся в том же городе, оспорено было ещё в начале XX века медиевистом-источниковедом Огюстом Молинье, и в дальнейшем историко-генеалогическими исследованиями не подтвердилось. 
По его собственному утверждению, содержащемуся в § 131 его сочинения, привлечён был к составлению хроник в аббатстве Сен-Дени «в последние 15 лет правления Карла VI». Предположительно начиная с 1407 года принимал участие в составлении свода «Больших французских хроник», сначала в качестве помощника хрониста и кантора аббатства Мишеля Пинтуана, а с середины 1420 года — самостоятельно.
В 1430 году упоминается в монастырских регистрах в качестве прево во владениях аббатства в Ла-Гаренне (департамент О-де-Сен), а в 1435 году — в качестве прецептора.
18 ноября 1437 года официально назначен был историографом короля Карла VII, поручившим ему продолжить труд Пинтуана. Принёс присягу в присутствии королевского исповедника епископа Жерара Маше, генерального распорядителя финансов Жоффруа Вассаля, королевского секретаря Пьера Алана и др. официальных лиц. Вплоть до смерти Карла VII получал ежегодное жалованье за свой труд в размере 200 парижских (250 турских) ливров.
В 1441 году стал регентом аббатства Сен-Дени, занимая эту должность, согласно документам, как минимум, до 1458 года. В 1442 году присутствовал при осаде французами Арфлёра, а в 1450-м сопровождал короля Карла VII в его походе в Нормандию.
Скончался 19 февраля 1464 года в аббатстве Сен-Дени.

## Сочинения
Закончил латинскую «Хронику аббатства Сен-Дени, охватывающую правление Карла VI с 1380 по 1422 год» (фр. Chronique du religieux de Saint-Denys, contenant le règne de Charles VI de 1380 à 1422), предположительно начатую или продолженную Мишелем Пинтуаном.
В качестве её продолжения составил между 1437 и 1445 годами собственную «Хронику Карла VII» (фр. La Chronique de Charles VII, или фр. La Cronicque du temps de tres chrestien roy Charles, septisme de ce nom, roy de France), сначала на латыни, охватив в ней события 1422—1450 годов, а затем на французском языке, дополнив её сообщениями за период до 1461 года. Латинский вариант хроники сохранился лишь во фрагментах, включающих 21 главу связного текста, причём сообщения за 1445, 1446. 1459 и 1460 годы отсутствуют.
Будучи очевидцем важнейших событий заключительного периода Столетней войны, имевший доступ к документам королевской канцелярии, архива Сен-Дени и других церковных и светских собраний, лично встречавшийся с королём Карлом VII, Агнессой Сорель, бургундским герцогом Филиппом III Добрым, Жаном Дюнуа, Жаком Кёром, архиепископом Реймсским Жаном Жувенелем дез Юрсеном и другими сановниками и полководцами, Жан Шартье, называвший себя «историографом франков» (лат. Francorum Historiographus), сумел создать весьма информативное, хотя и несколько тенденциозное, сочинение, ставшее одним из основных источников по истории правления Карла VII, освобождения Франции от английской оккупации, а также деятельности и посмертной реабилитации Жанны д’Арк.
Одним из первых в западноевропейской историографии он нарушил традицию анонимности хроник, назвав своё имя и сообщив подробные сведения о себе.
Единственный список латинского варианта хроники Шартье сохранился в рукописи второй пол. XV века из Национальной библиотеки Франции (Bibl. nat. nouv. acq. lat. 1796). Французский текст дошёл до нас, как минимум, в 12 рукописях, наиболее полные из которых хранятся в Национальной библиотеке Франции, Апостольской библиотеке Ватикана и библиотеке Батлера Колумбийского университета, Впервые он был опубликован ещё в 1477 году в составе первого печатного издания «Больших французских хроник». В 1661 году его выпустил в Париже королевский историограф Дени Годфруа.
Комментированное трёхтомное академическое издание хроники Жана Шартье подготовлено было к печати в Париже в 1858 году известным историком и археологом Огюстом Валле-Виривиллем. В 1926 году историк-архивист Шарль Самаран подготовил новую её публикацию, выверив текст по всем известным к тому времени её манускриптам.

## Публикации
- Histoire de Charles VII, roy de France, par Jean Chartier, Sous-Chantre de S. Denys. Publiée par Denys Godefroy. — Paris: De L’Imprimerie Royale, 1661. — xxvi, 917 p.
- Jean Chartier. Chronique de Charles VII, roi de France: nouvelle édition, revue sur les manuscrits, suivie de divers fragments inédits, publiée avec notes, notices et éclaircissements par Vallet de Viriville. — Tome I. — Paris: Pierre Jannet, 1858. — lxiv, 271 p.
- Jean Chartier. Chronique de Charles VII, roi de France: nouvelle édition, revue sur les manuscrits, suivie de divers fragments inédits, publiée avec notes, notices et éclaircissements par Vallet de Viriville. — Tome II. — Paris: Pierre Jannet, 1858. — iv, 346 p.
- Jean Chartier. Chronique de Charles VII, roi de France: nouvelle édition, revue sur les manuscrits, suivie de divers fragments inédits, publiée avec notes, notices et éclaircissements par Vallet de Viriville. — Tome III. — Paris: Pierre Jannet, 1858. — vii, 408 p.
- La Chronique latine inédite de Jean Chartier (1422—1450), éditée par Charles Samaran. — Paris: Champion, 1928. — 119 p. — (Bibliothèque du XVe siècle, 36).